# Équipe de France de football en 1976
Chronologie
Saison précédente Saison suivante
Cet article traite de l'année 1976 de l'équipe de France de football.
- Non qualifiée pour l'Euro 1976, l'équipe de France de football entre dans une nouvelle ère: nommé en novembre de l'année précédente au poste de sélectionneur national en remplacement du roumain Stefan Kovacs, Michel Hidalgo dirige sa première sélection à l'occasion du match contre la Tchécoslovaquie. Ce même jour, un certain Michel Platini effectue ses grands débuts sous le maillot bleu (inscrivant même un but sur coup franc)
- Après une série de matchs amicaux, les Bleus entament en fin d'année leur campagne des éliminatoires pour la Coupe du monde 1978. Notons le méritoire match nul obtenu en Bulgarie au terme d'une rencontre particulièrement houleuse et émaillée d'incidents, ce qui vaudra à l'arbitre M. Foote de se faire insulter en direct par le journaliste français Thierry Roland : « Monsieur Foote, vous êtes un salaud ! ... Quel scandale cet arbitrage, c'est invraisemblable ! Jamais vu un individu pareil, il devrait être en prison, pas sur un terrain de football ». « Monsieur Foote » était l'arbitre du match, et il avait accordé un penalty controversé aux Bulgares. M. Foote avouera plus tard avoir été impressionné par la foule.

## Les matchs
| Date               | Stade                             | Adversaire           | Score | Comp | Buteurs français                |
| 27 mars 1976       | Parc des Princes Paris, France    | Tchécoslovaquie      | N 2-2 | A    | Soler (17e), Platini (73ecf)    |
| 24 avril 1976      | Stade Félix-Bollaert Lens, France | Pologne              | V 2-0 | A    | Pintenat (12e), P.Revelli (63e) |
| 22 mai 1976        | Nepstadion Budapest, Hongrie      | Hongrie              | D 0-1 | A    | -                               |
| 1er septembre 1976 | Idrätsparken Copenhague, Danemark | Danemark             | N 1-1 | A    | Platini (89e)                   |
| 9 octobre 1976     | Vassil Levski Sofia, Bulgarie     | Bulgarie             | N 2-2 | QCM  | Platini (37e), Lacombe (40e)    |
| 17 novembre 1976   | Parc des Princes Paris, France    | République d'Irlande | V 2-0 | QCM  | Platini (47e), Bathenay (88e)   |

A: match amical. QCM: match qualificatif pour la Coupe du monde 1978.

## Les joueurs
| Joueurs                                                             |     |     |     |     |     |     |
| Gardiens de but                                                     |     |     |     |     |     |     |
| Jean-Paul Bertrand-Demanes (FC Nantes) (6e sélection)               | 90  |     |     |     |     |     |
| Dominique Baratelli (OGC Nice)                                      |     | 90  | 90  | 90  | 90  | 90  |
| Défenseurs                                                          |     |     |     |     |     |     |
| Patrice Rio (FC Nantes) (1re sélection)                             | 90  | 90  | 90  |     |     |     |
| Raymond Domenech (Olympique lyonnais)                               | 90  | 90  |     | r45 |     |     |
| Marius Trésor (Olympique de Marseille)                              | 90  |     | 90  | 90  | 90  | 90  |
| Maxime Bossis (FC Nantes) (1re sélection)                           | 90  |     |     | 90  | 90  | 90  |
| Carlos Curbelo (AS Nancy-Lorraine) (uniques sélections)             |     | 90  | r40 |     |     |     |
| Gérard Farison (AS Saint-Étienne) (1re et dernière sélection)       |     | 90  |     |     |     |     |
| Gérard Janvion (AS Saint-Étienne)                                   |     |     | 90  | 45  | 90  | 90  |
| Francis Meynieu (Girondins de Bordeaux) (1re et dernière sélection) |     |     | 90  |     |     |     |
| Jean-Pierre Adams (OGC Nice) (22e et dernière sélection)            |     |     |     | 90  |     |     |
| Christian Lopez (AS Saint-Étienne)                                  |     |     |     |     | 90  | 90  |
| Milieux                                                             |     |     |     |     |     |     |
| Michel Platini (AS Nancy-Lorraine) (1re sélection)                  | 90  |     | 90  | 90  | 90  | 90  |
| Henri Michel (FC Nantes)                                            | 90  |     |     |     |     |     |
| Gilles Rampillon (FC Nantes) (1re sélection)                        | 65  |     |     |     |     |     |
| Roger Jouve (OGC Nice) (3e sélection)                               | r25 |     |     |     |     |     |
| Jean-Michel Larqué (AS Saint-Étienne)                               |     | 90  | 90  | 90  |     |     |
| Jean-Marc Guillou (OGC Nice)                                        |     | 56  | 50  |     |     |     |
| Christian Synaeghel (AS Saint-Étienne)                              |     | 90  |     |     | 90  |     |
| Farès Bousdira (RC Lens) (1re et dernière sélection)                |     | r34 |     |     |     |     |
| Dominique Bathenay (AS Saint-Étienne)                               |     |     |     | 90  | 90  | 90  |
| Raymond Keruzoré (Stade lavallois) (1re sélection)                  |     |     |     |     |     | 90  |
| Attaquants                                                          |     |     |     |     |     |     |
| Didier Six (US Valenciennes Anzin) (1re sélection)                  | r9  | 90  | r17 | 90  | 61  | 90  |
| Robert Pintenat (FC Sochaux) (uniques sélections)                   | 90  | 90  | 90  |     |     |     |
| Albert Emon (Olympique de Marseille)                                | 90  |     | 73  |     |     |     |
| Gérard Soler (FC Sochaux) (2e sélection)                            | 81  |     |     |     |     |     |
| Patrick Revelli (AS Saint-Étienne) (4e sélection)                   |     | 90  |     |     |     |     |
| Christian Sarramagna (AS Saint-Étienne) (4e et dernière sélection)  |     |     | 90  |     |     |     |
| Bernard Lacombe (Olympique lyonnais)                                |     |     |     | 90  | 90  | 71  |
| Dominique Rocheteau (AS Saint-Étienne)                              |     |     |     | 90  |     | 90  |
| Olivier Rouyer (AS Nancy-Lorraine) (1re sélection)                  |     |     |     |     | r29 | r19 |
| Jean Gallice (Girondins de Bordeaux) (7e et dernière sélection)     |     |     |     |     | 90  |     |